# 輕型車

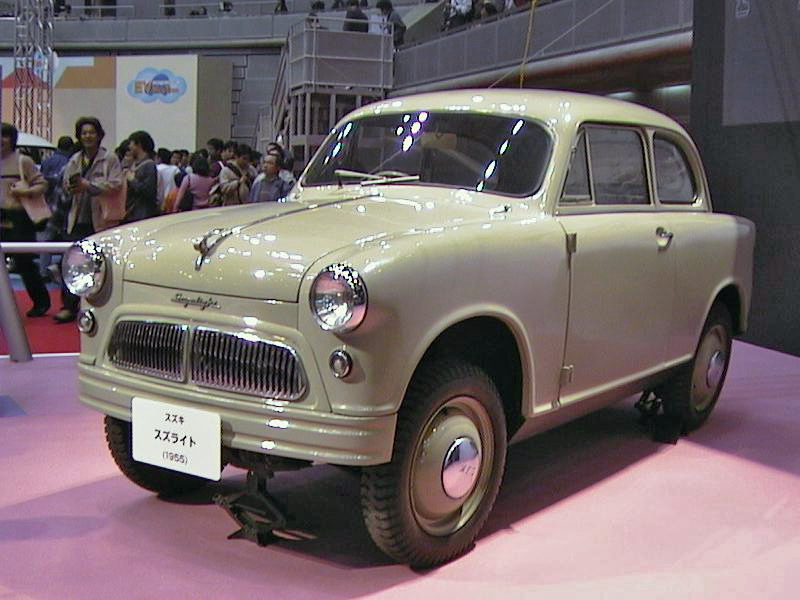
日本首款量產輕型車鈴木Suzulight

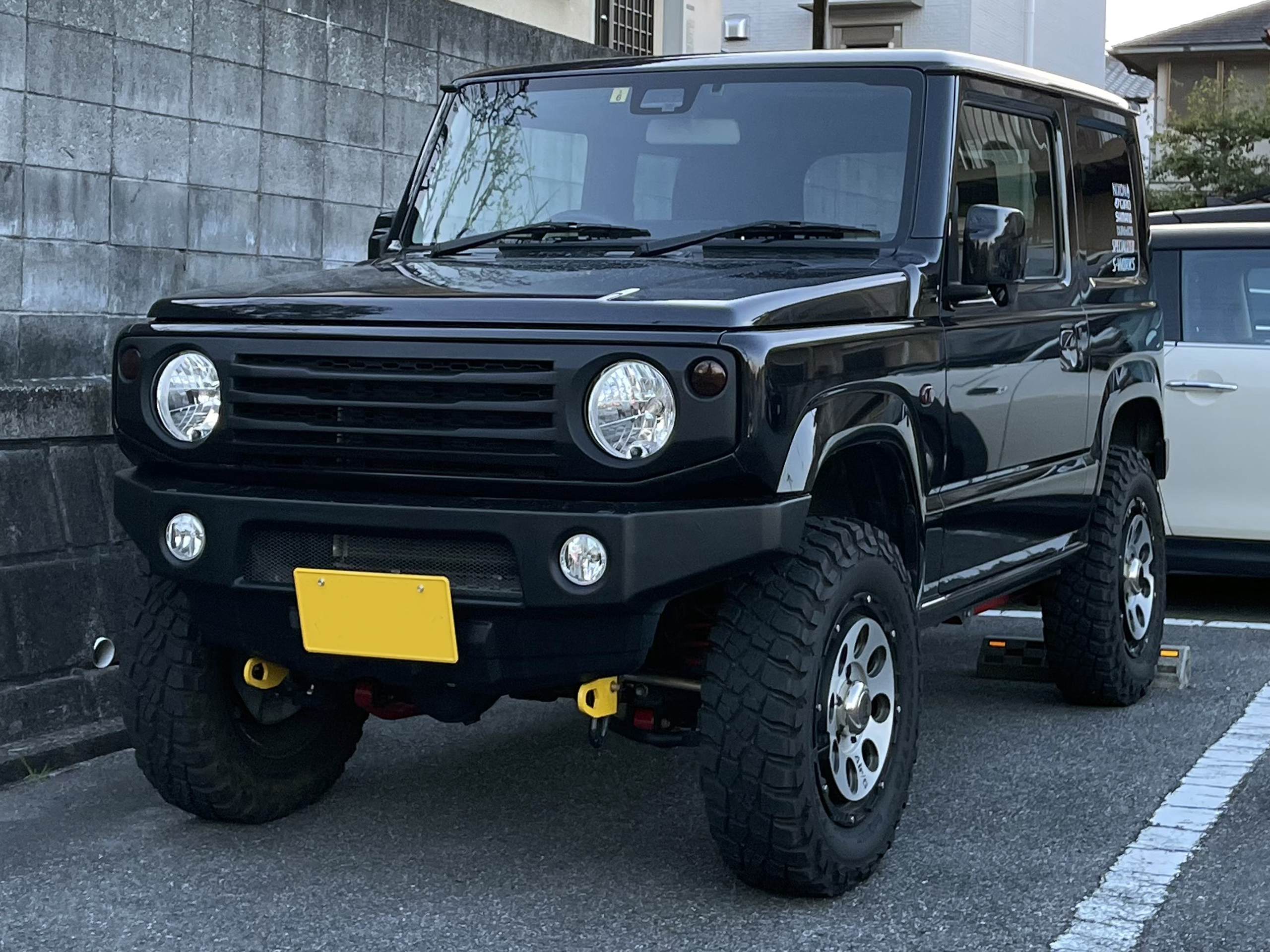
鈴木Jimny輕型越野車

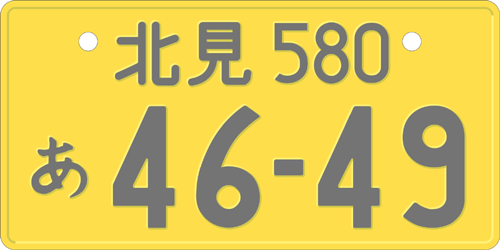
日本自用輕型車車牌

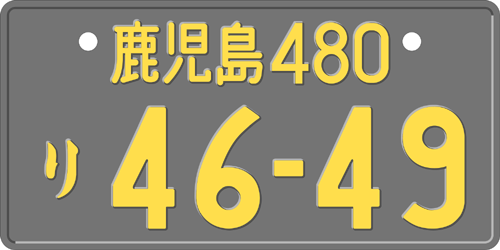
日本商業用輕型車車牌

輕型車（日语：／ Kei jidōsha，又稱K-Car）是日本交通相關法令制定的一種微型車，車牌顏色為黃底黑字（自用車）及黑底黃字（營業車）。

## 概要
根據車輛結構可分爲「二輪輕型車」（俗稱，125cc以上、250cc以下的摩托車）、「三輪輕型車」（俗稱，660cc以下的機動三輪車）和「四輪輕型車」（俗稱，660cc以下的汽車）三種類型。不過日本海外對輕型車的印象只限於四輪的輕型車，包括轎車、轎跑車、開篷車、客貨車、貨斗車、特種用途汽車等各種車輛類別，
輕型車是配合日本政府的汽車稅制而推出，排气量從二戰後四行程必須低於 150c.c.，二行程必須低於100c.c.、1955年的360cc、1970年代的550cc，演進到現今的660cc。輕四輪其體積3400mm×1480mm×2000mm以內、核载4人或以下、貨物積載350kg或以下，而售價也比一般汽車便宜。
這種廉價汽車深受日本人的喜愛，在日本大多數地區購買這類輕型車依法不需自備停車位，尤其是在大眾運輸不發達的偏僻村落甚為普及，而目前日本經濟低迷的情況下，輕型自動車佔銷售比也逐步提高。除了一般代步和載貨外，亦有不少愛好者改裝輕型車來參與賽車運動。而這樣的車款在印度等南亞和東南亞中等收入國家便因為廉價而深受歡迎，鈴木便因此成為知名的輕型車生產商，還推出了許多針對這類市場的各式功能車款。

## 種類
日本最著名的輕型車生產商為大發（豐田的子公司）和鈴木。
其他車廠如本田、日產和三菱也有生產輕型車。

### 大發
- Daihatsu Mira
- 大發Move
- 大发Hijet（英语：Daihatsu Hijet）
- 大發Copen
- Daihatsu Wake

### 鈴木
- 鈴木Jimny
- 鈴木MR Wagon
- 鈴木Wagon R：台灣版本為 鈴木Solio
- 鈴木Alto
- 鈴木Alto Lapin
- 鈴木Spacia
- 鈴木Hustler

### 本田
- 本田Beat
- Honda Life
- Honda N-Box
- Honda N-One
- 本田S660

### 三菱
- Mitsubishi eK series
- 三菱Delica Mini

### 日產
- Nissan Kix
- Nissan Moco
- Nissan Otti
- Nissan Pino
- Nissan Roox
- Nissan Dayz

### 速霸陸
- 速霸陸360
- 速霸陸R1
- 速霸陸R2
- 速霸陸Pleo

## 圖片

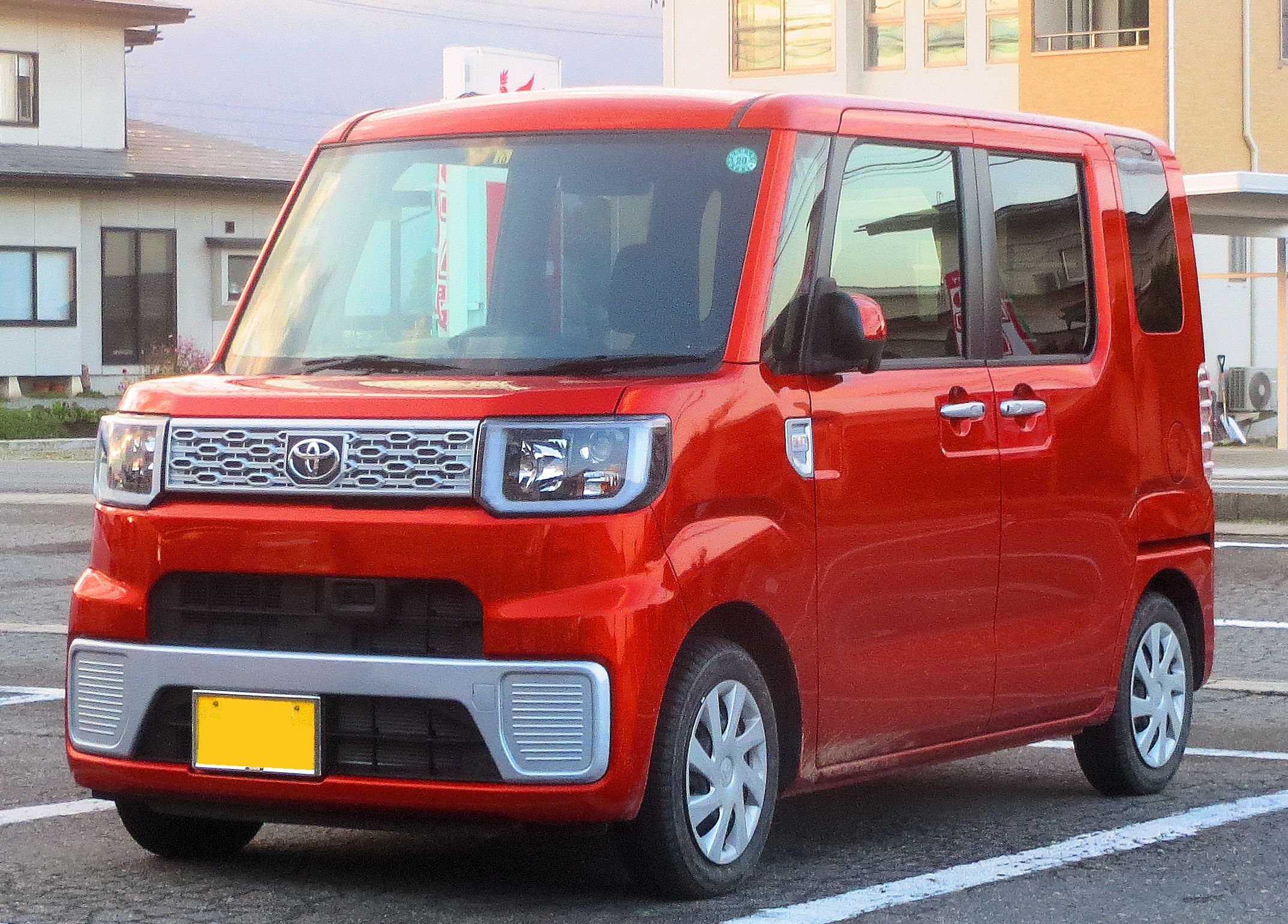
豐田Pixis Mega（日语：トヨタ・ピクシスメガ）
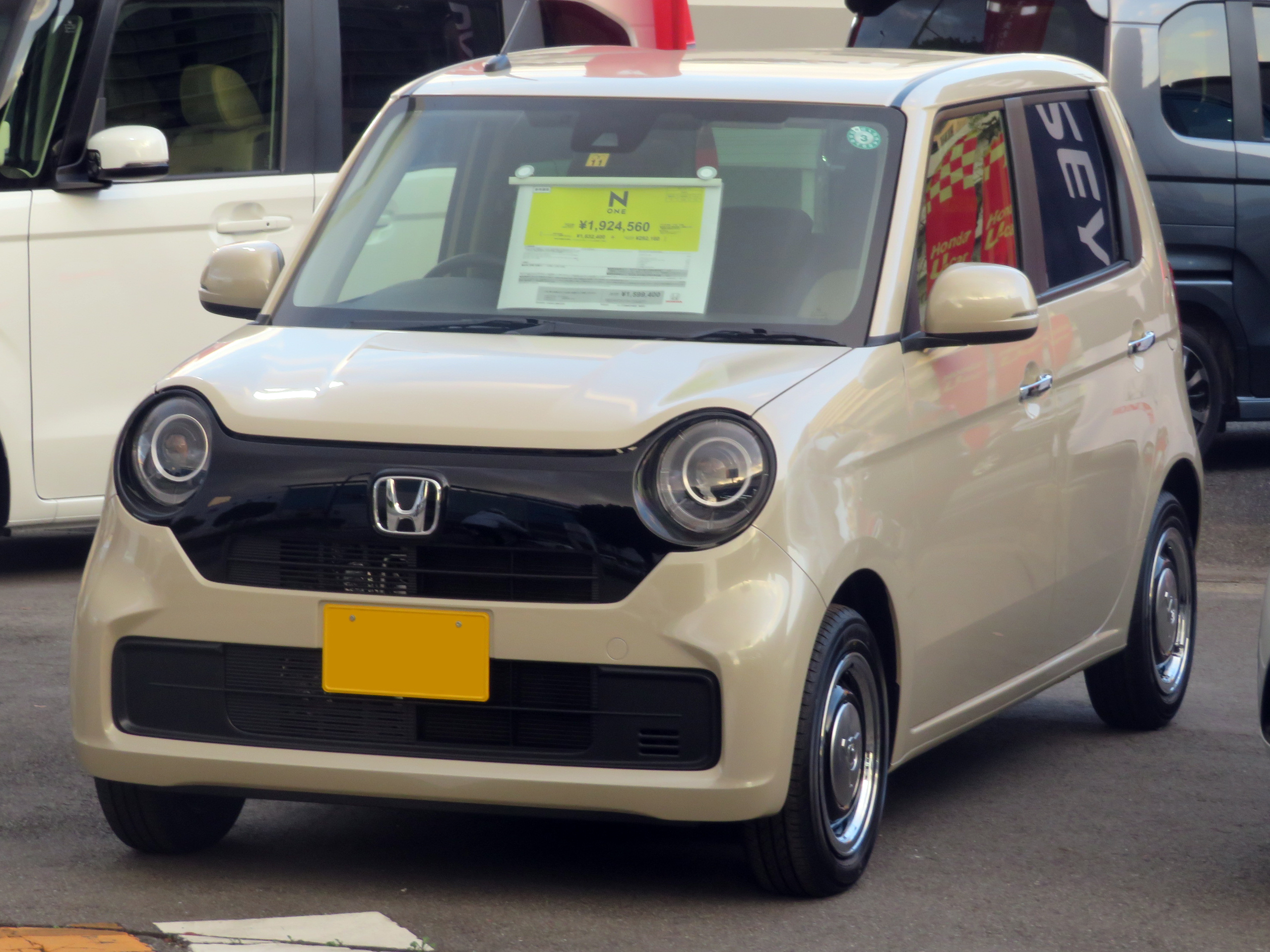
本田N-ONE（日语：ホンダ・N-ONE）
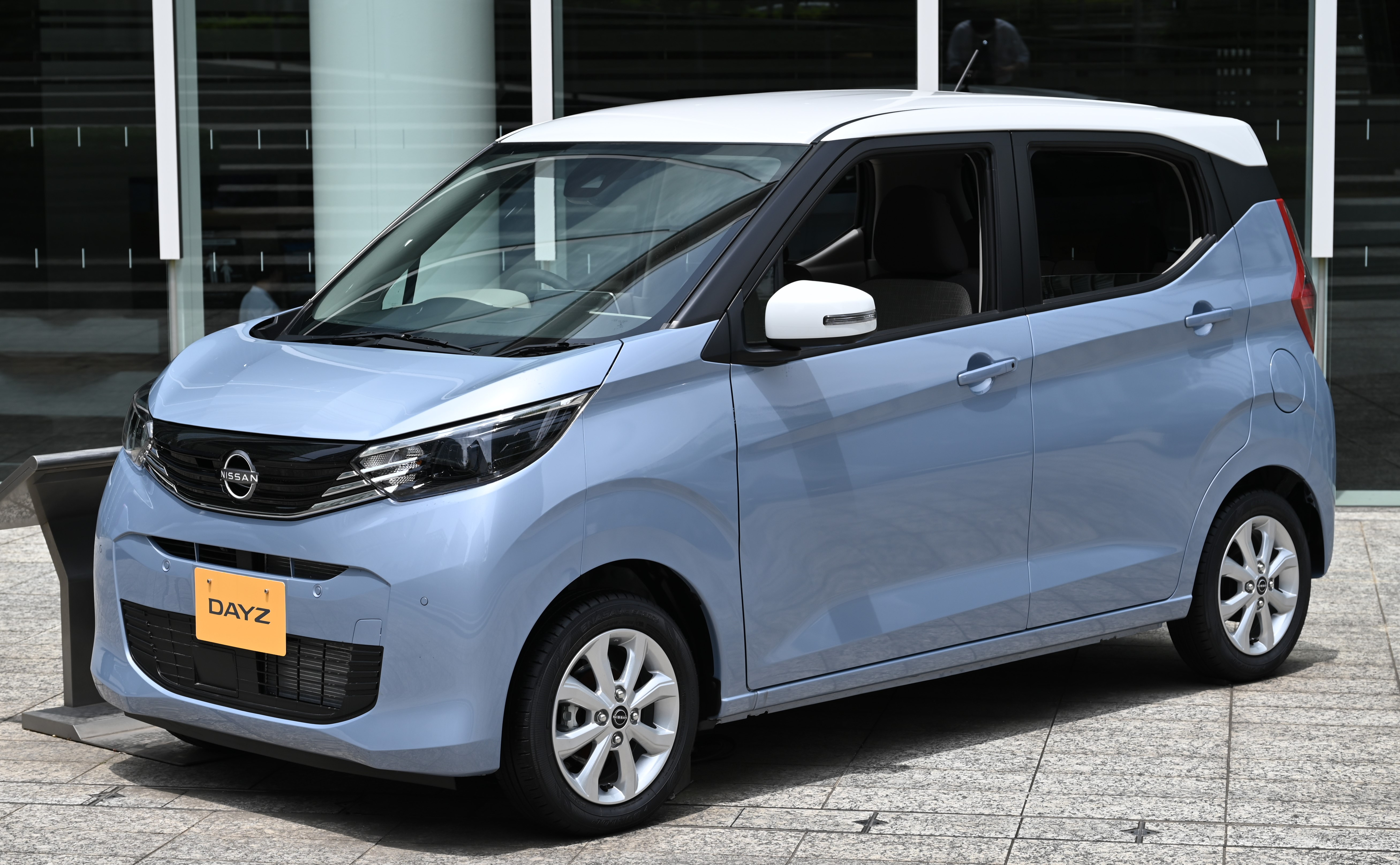
日產Dayz（日语：日産・デイズ）
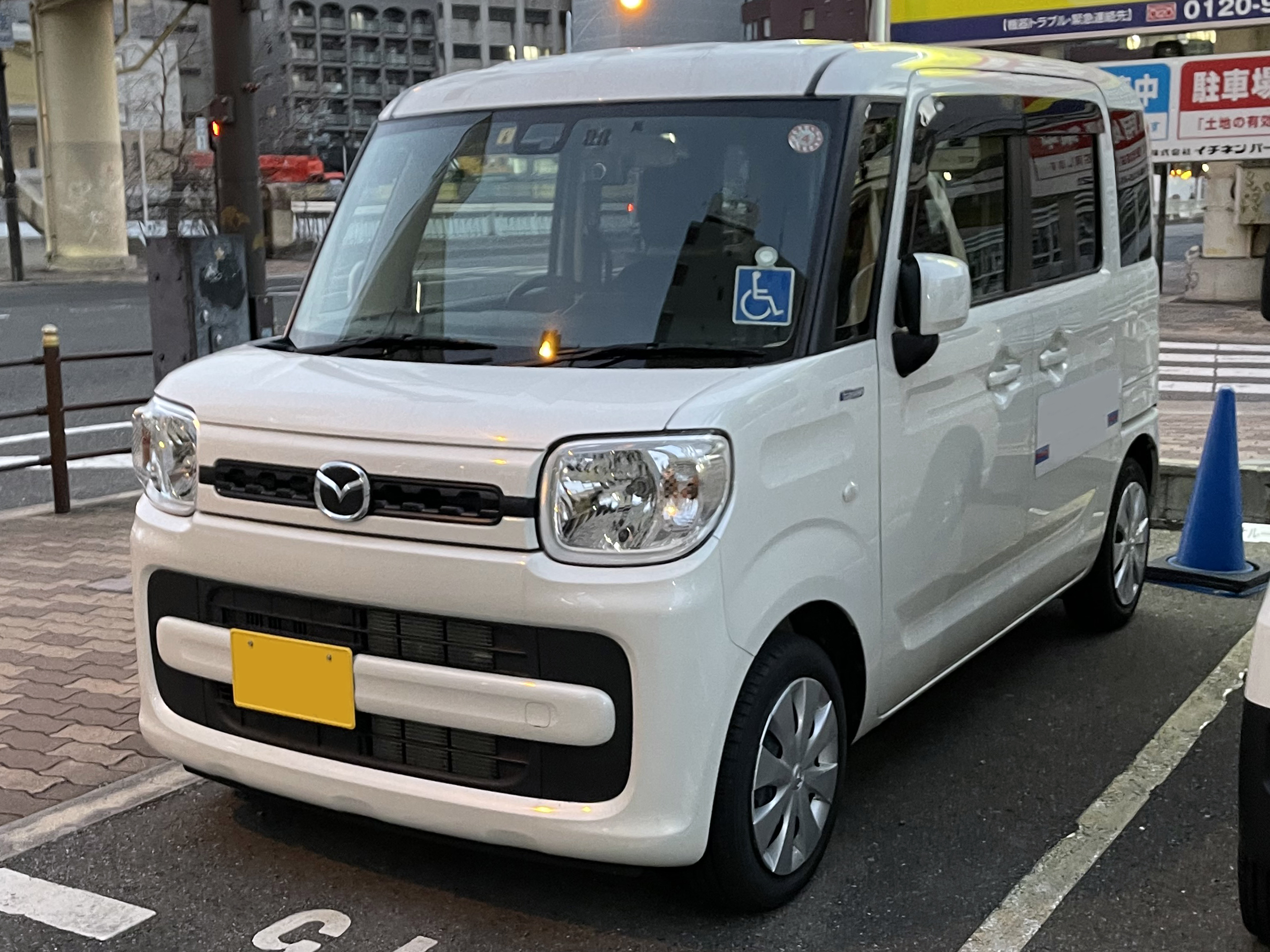
馬自達Flair Wagon
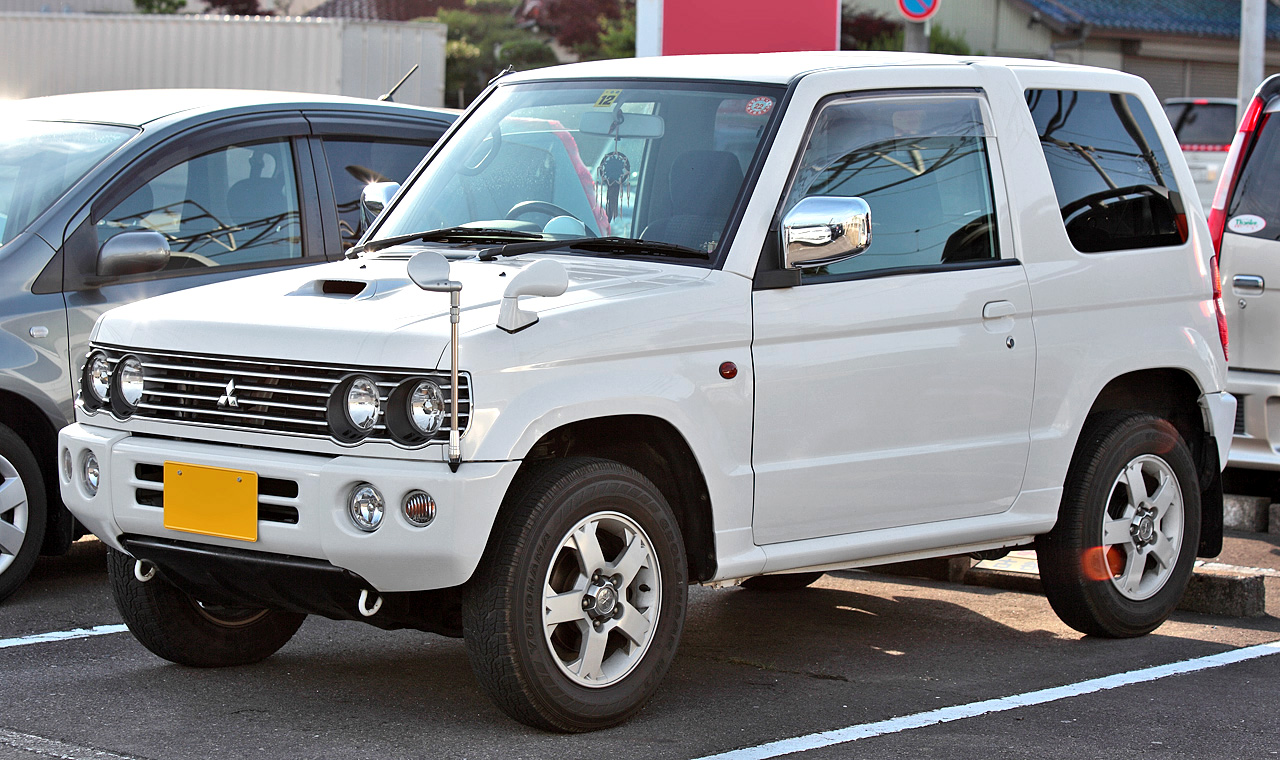
三菱Pajero Mini
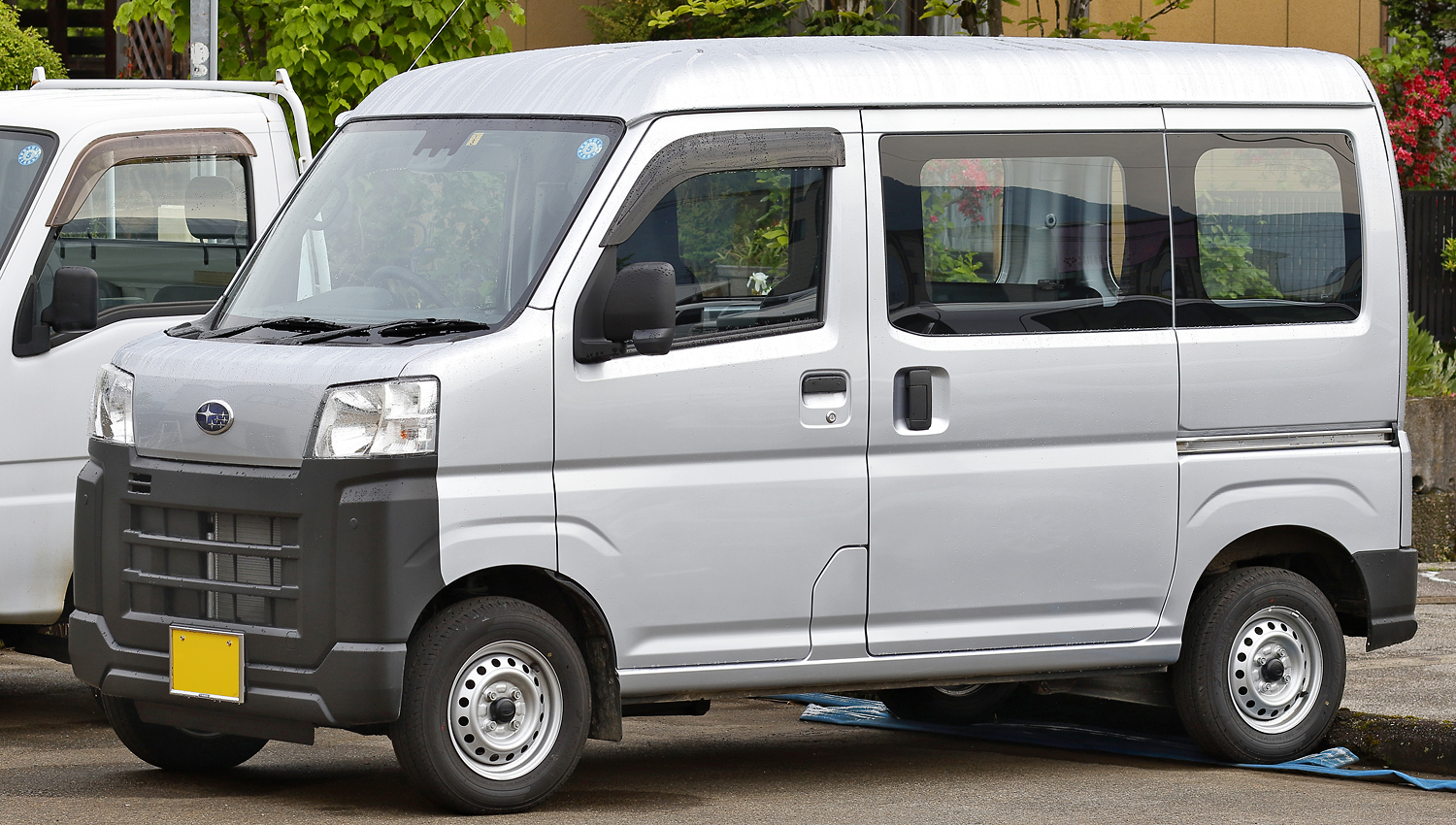
速霸陸Sambar
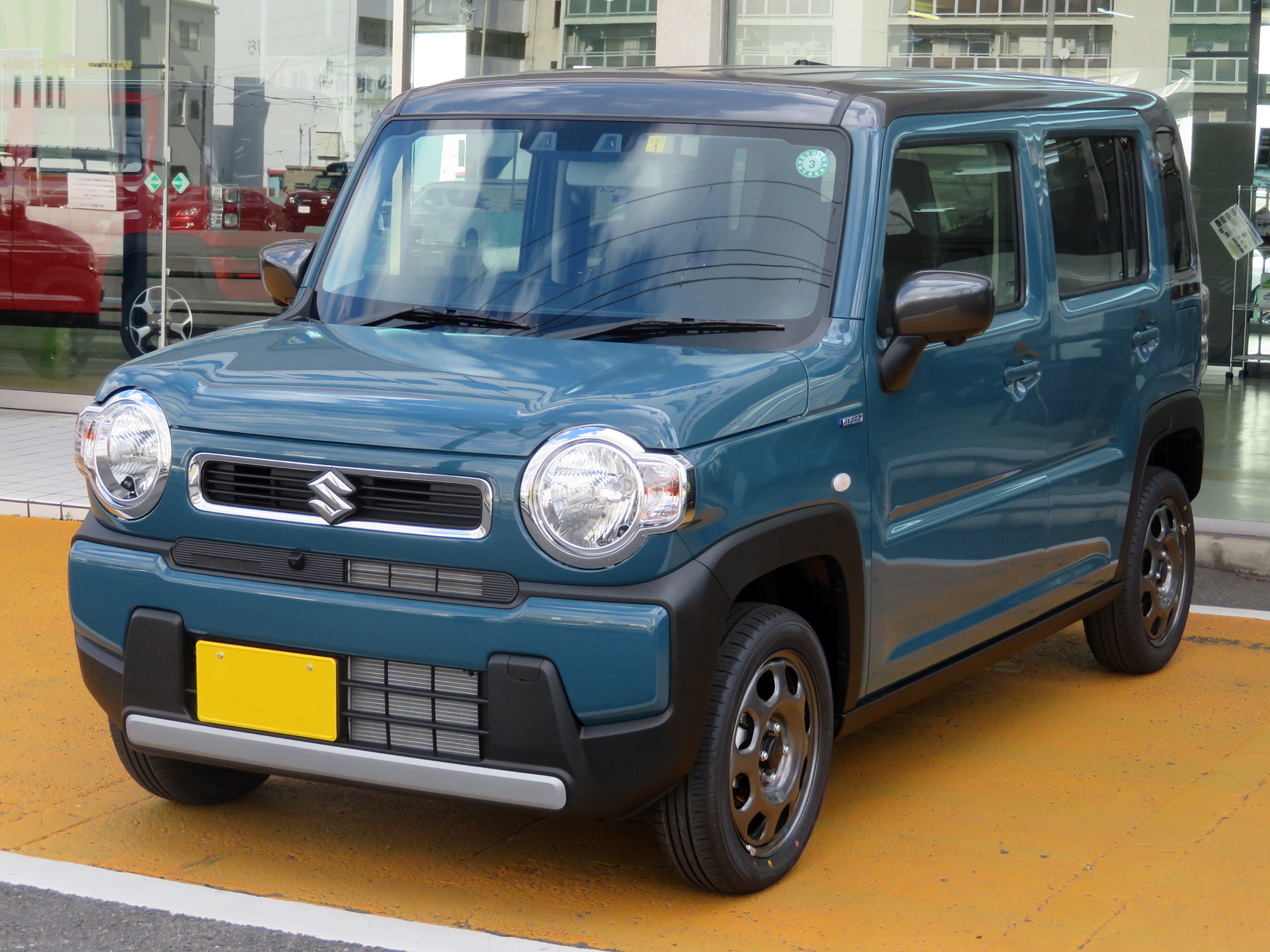
鈴木Hustler
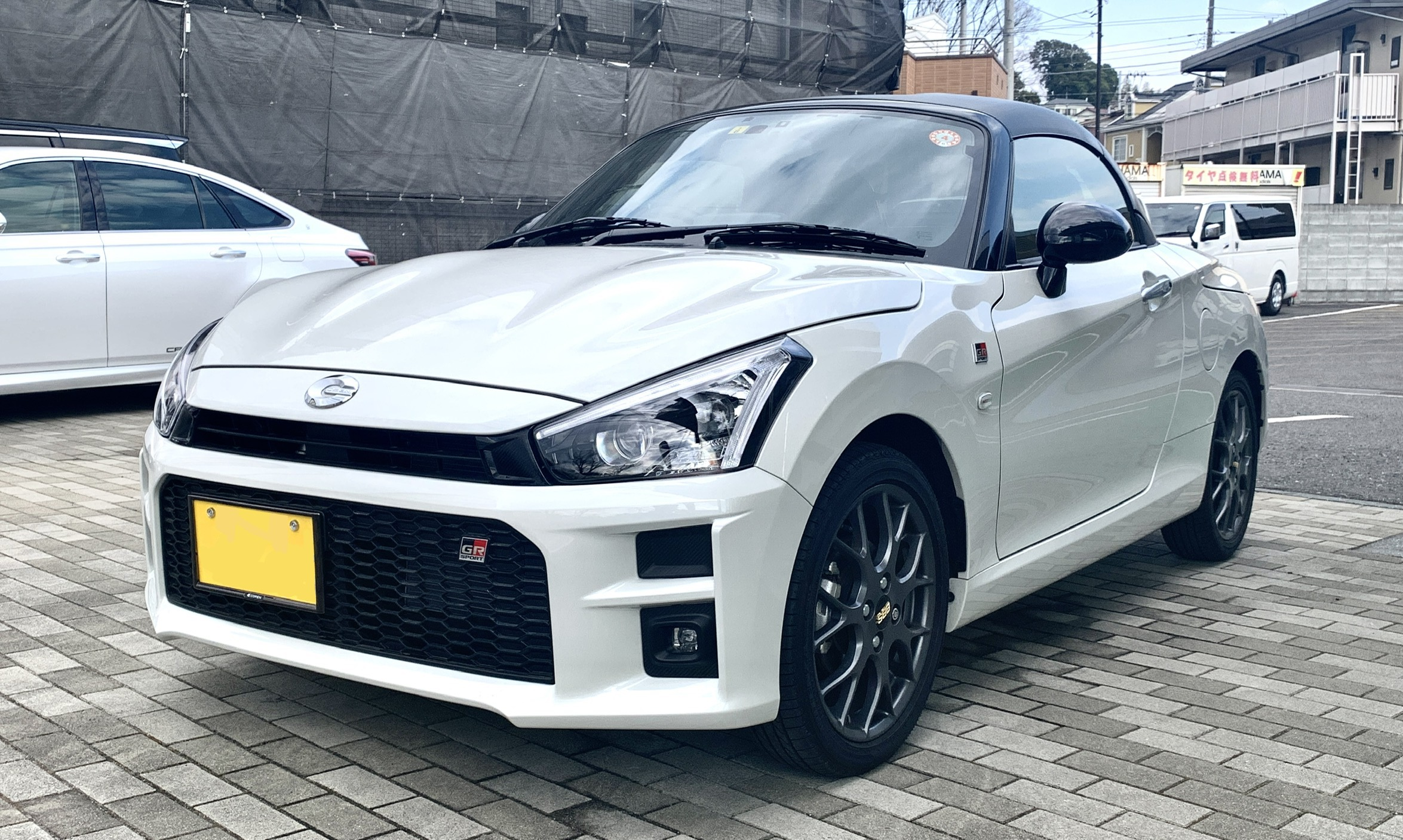
大發Copen（日语：ダイハツ・コペン）
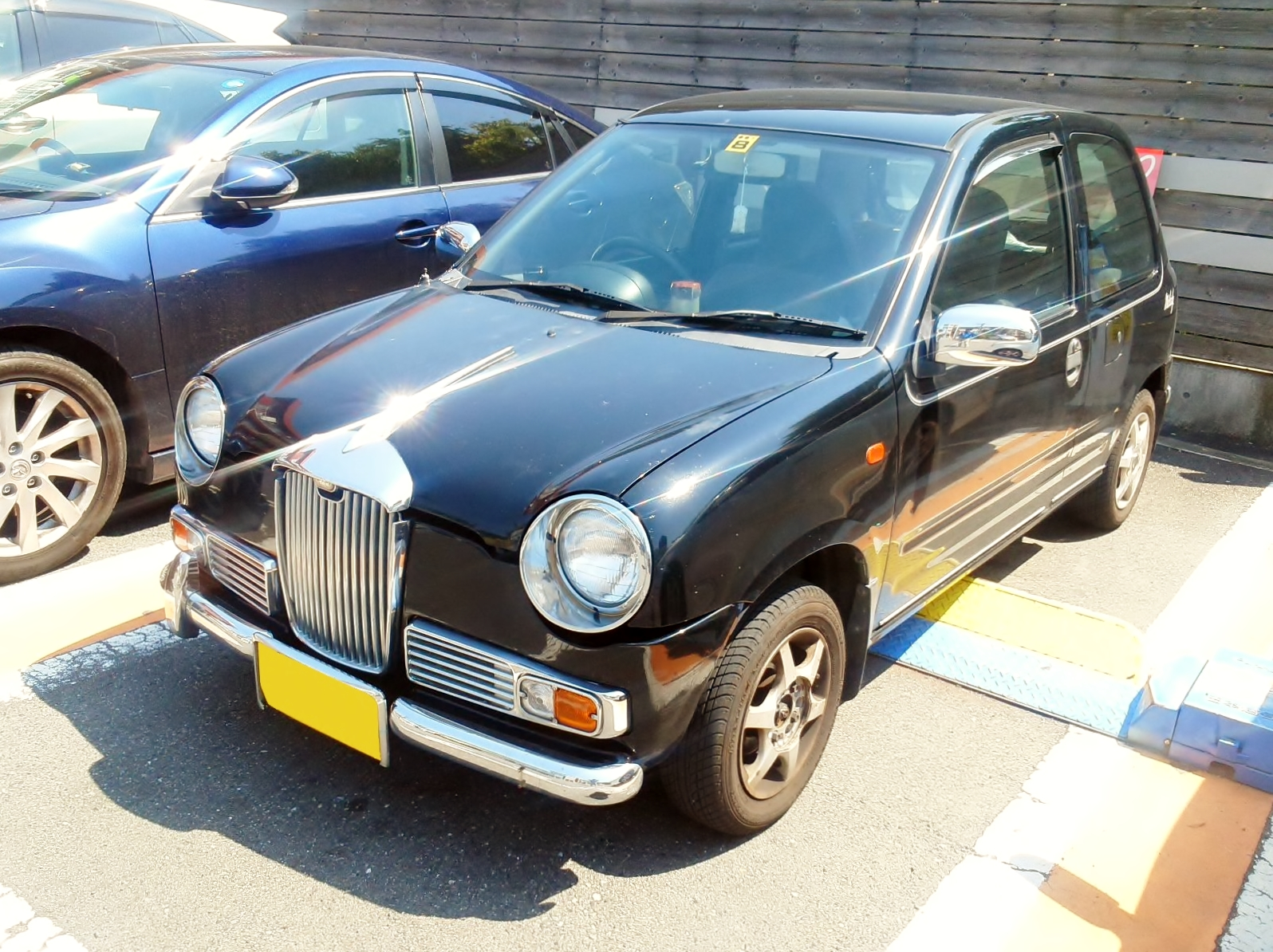
光岡麗
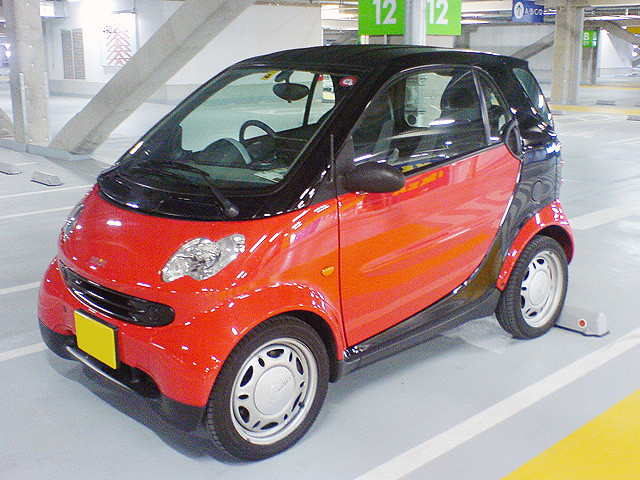
司麥特k（與Smart Fortwo有區別）

## 外部連結
- （日語） http://www.zenkeijikyo.or.jp （页面存档备份，存于）